# Claudia Grigorescu
Claudia Laura Grigorescu (* 6. Januar 1968 in Bukarest) ist eine ehemalige rumänische Florettfechterin.

## Erfolge
Claudia Grigorescu nahm an den Olympischen Spielen 1992 in Barcelona teil, bei denen sie im Einzel Zwölfte wurde. Sie erreichte mit der rumänischen Equipe das Halbfinale, in dem sich Italien mit 9:3 durchsetzte. Das anschließende Gefecht um Rang drei gegen das Vereinte Team wurde mit 8:8 Gefechten und 60:55 Treffern knapp gewonnen, sodass Grigorescu gemeinsam mit Laura Badea-Cârlescu, Roxana Dumitrescu, Elisabeta Guzganu und Reka Szabo die Bronzemedaille erhielt. Sie wurde mit der Mannschaft darüber hinaus 1994 in Athen Weltmeisterin und gewann mit ihr zwischen 1987 und 1998 weitere vier Silbermedaillen. 1991 wurde sie zudem nach einer Finalniederlage gegen Giovanna Trillini in Budapest Vizeweltmeisterin im Einzel.